# Conseil de Gouvernement (Portugal, 1808)

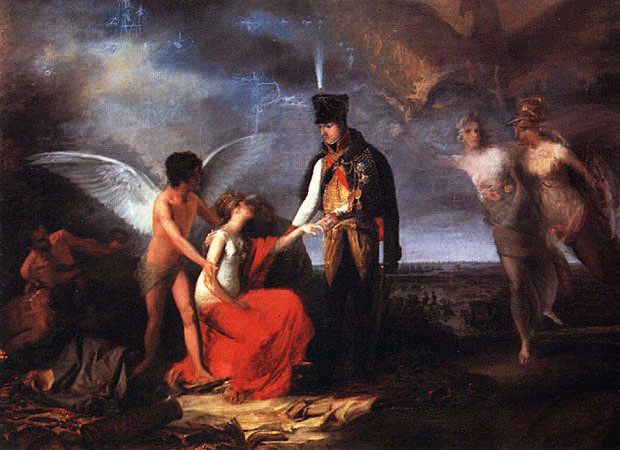
Allégorie du général Junot protégeant la ville de Lisbonne

Le Conseil de Gouvernement du Portugal est le gouvernement militaire du Portugal présidé par le général Jean-Andoche Junot en 1808.
Le 1er février 1808, à la suite de l'invasion napoléonienne du royaume du Portugal, le général français Junot renverse le Conseil de Régence. Le conseil de gouvernement cesse d'exister le 30 aout 1808 à la suite de la Convention de Sintra après la défaite des Français face aux Britanniques.
Le conseil se constitue des membres suivants:
| Dénomination                                                                      | Ministre                                 | Période                          |
| --------------------------------------------------------------------------------- | ---------------------------------------- | -------------------------------- |
| Président du Conseil de gouvernement                                              | Jean-Andoche Junot                       | 1er février 1808 au 30 aout 1808 |
| Secrétaire d’État chargé de l'intérieur et des finances                           | François-Antoine Herman                  | 1er février 1808 au 30 août 1808 |
| Conseiller de gouvernement pour la division de l'intérieur                        | Pedro de Melo Breyner                    | 1er février 1808 au 30 août 1808 |
| Conseiller de gouvernement pour la division des finances                          | Azevedo                                  | 1er février 1808 au 30 août 1808 |
| Secrétaire d’État chargé de la guerre et de la marine                             | M. Lhuitte                               | 1er février 1808 au 30 août 1808 |
| Conseiller de gouvernement pour la division de la Guerre et de la Marine          | Conde de Sampaio                         | 1er février 1808 au 30 août 1808 |
| Conseiller de gouvernement pour la justice et des cultes sous le titre de Regedor | Principal Castro                         | 1er février 1808 au 30 août 1808 |
| Secrétaire général du Conseil, chargé des archives                                | Jean-Baptiste Bernard Viénot de Vaublanc | 1er février 1808 au 30 août 1808 |

## Portraits

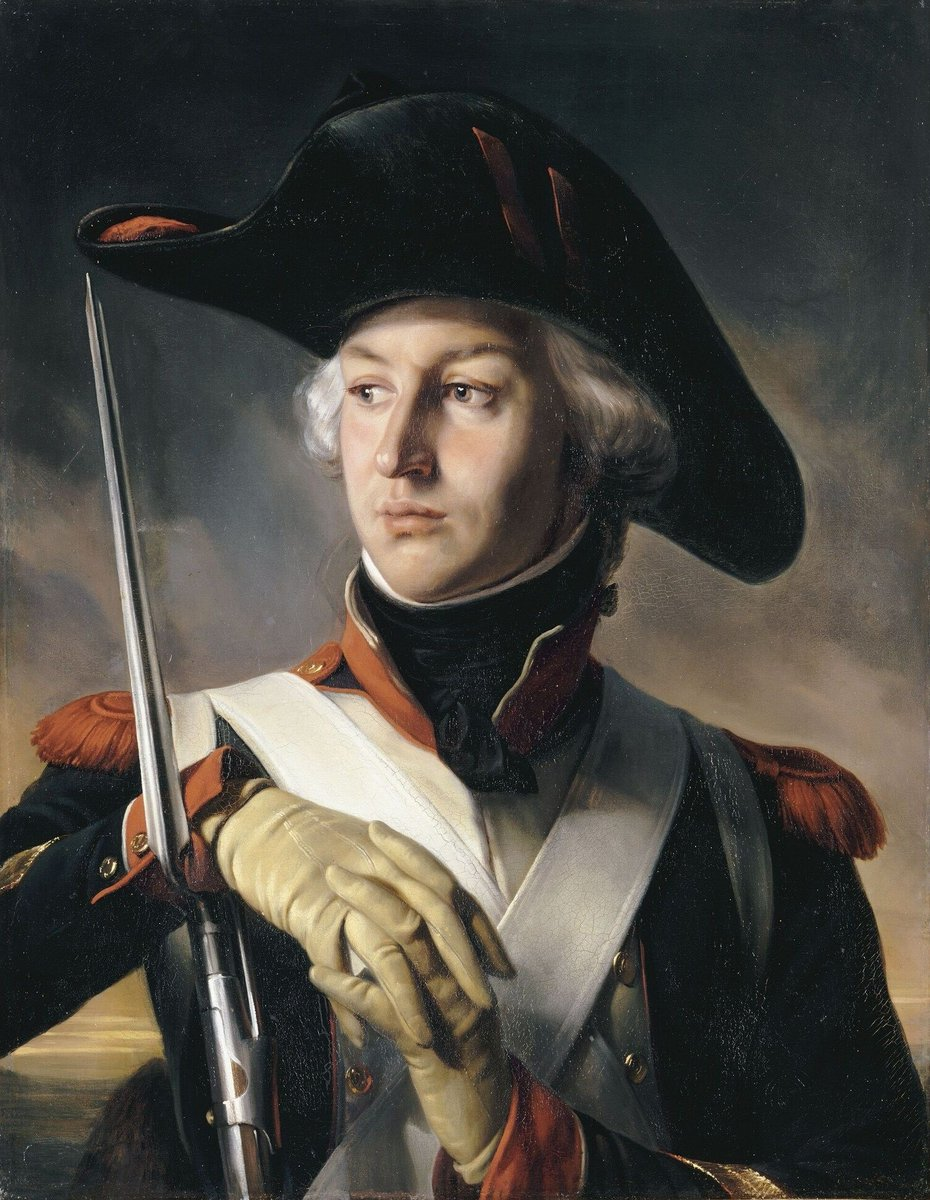
Jean-Andoche Junot, président du Conseil de gouvernement
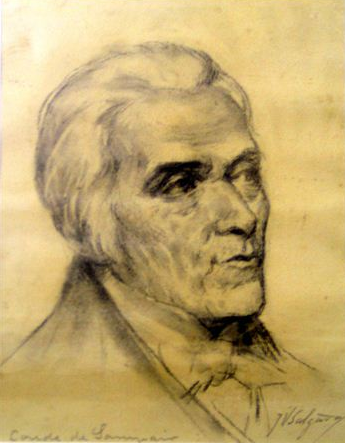
Conde de Sampaio, conseiller de gouvernement pour la division de la guerre et de la marine
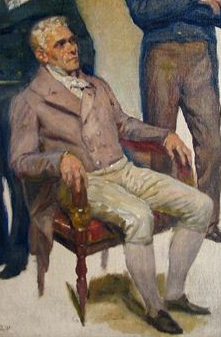
Comte Sampaio